# Elektronikus cigaretta

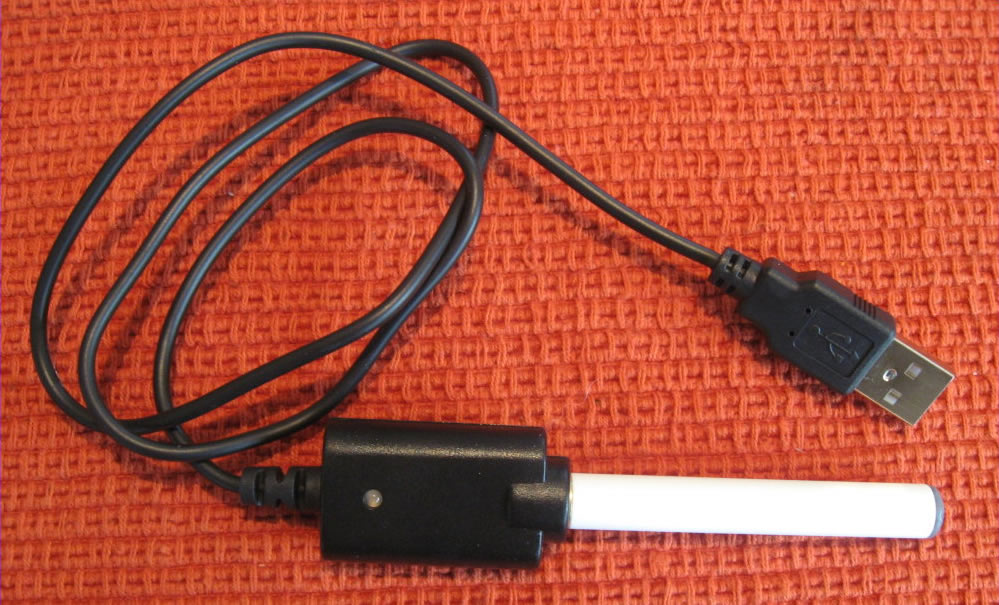
USB-töltős e-cigaretta

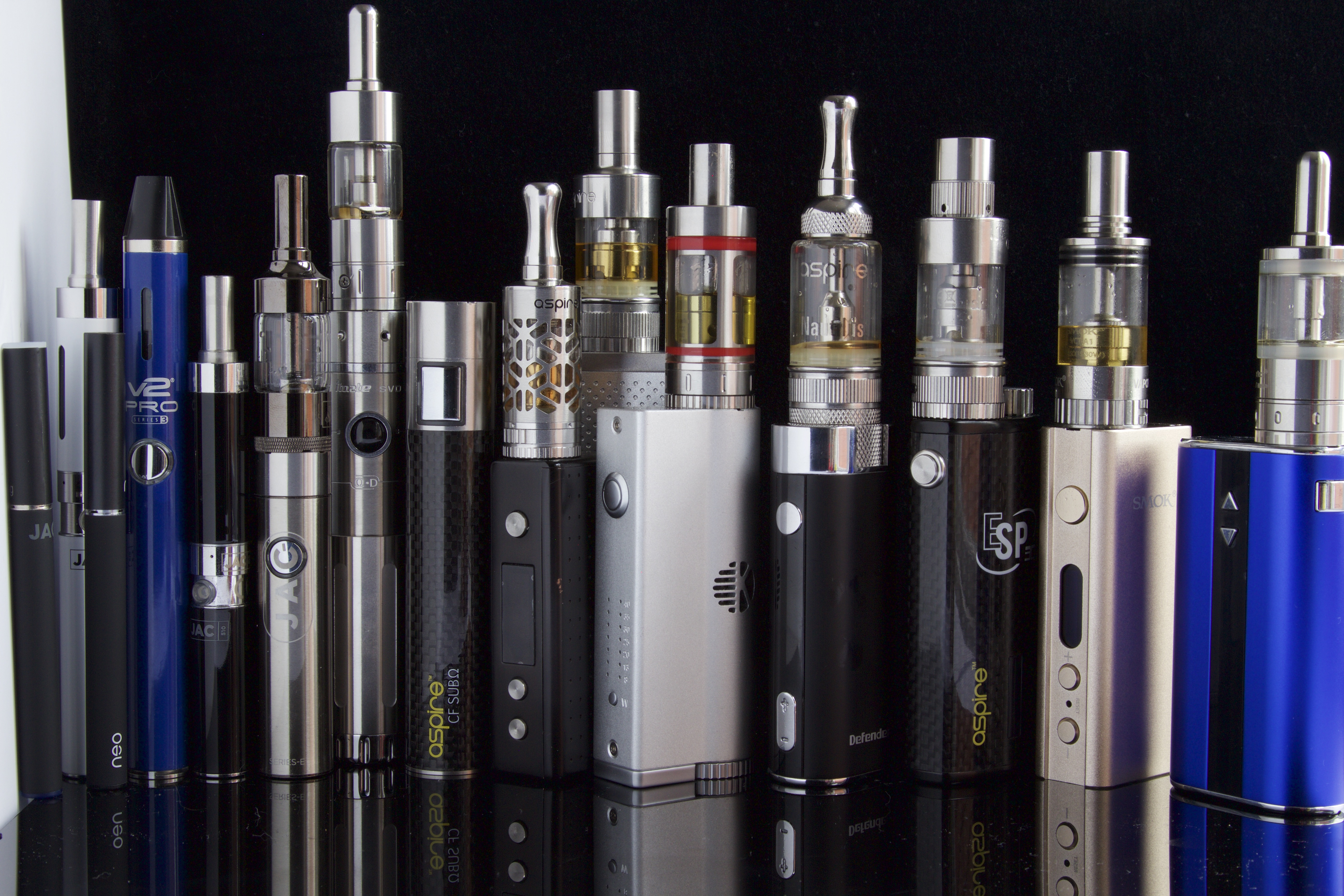
Különböző típusú e-cigaretták

Az elektronikus cigaretta (más néven e-cigaretta) fogalma a magyar törvényi meghatározás szerint: "olyan egyszer használatos (eldobható), vagy utántöltő flakonnal utántölthető vagy patronnal működő (többször használható) elektronikus termék, amely szopókán keresztül nikotintartalmú vagy nikotinmentes pára fogyasztását teszi lehetővé, vagy annak bármely alkatrésze, beleértve a patronokat, a tartályokat és a patron vagy tartály nélküli készüléket is."

## Elf Bar
Az elektromos cigaretta egy Magyarországon illegális formája az Elf Bar, egy akkumulátorral ellátott, eldobható dohánytermék, amely édes, nikotintartalmú vagy nikotinmentes folyadékkal van feltöltve.  A köznyelvben manórúdnak is nevezik. A Magyarországon is elektronikus cigarettaként illegálisan forgalmazott eszköz kiszerelésénél, ízesítésénél fogva éppen a legveszélyeztetettebb és legkiszolgáltatottabb korcsoportot (Z és alfa generáció) célozza meg, használóit súlyos mérgezésnek kitéve.
Az Elf Bar 5 alkotóelemből áll:
1. lítiumos akkumulátor
2. elektronika, ami szíváskor aktiválja a kazánt és leadja a hőt a kazánban található folyadéknak
3. a kazán, ami hőt ad le, és a körülötte lévő folyadékot hevíti, ami által gőz keletkezik,
4. liquid, azaz egy tankban elhelyezkedő folyadék.
5. a burkolat maga.[4]

A folyadék összetevői:
1. Növényi glicerin, ami megtalálható a köhögéscsillapítókban, szájvizekben, szappanokban és samponokban, fogkrémekben, rengeteg szépészeti krémben, mindennapi élelmiszerekben vagy a vízipipa dohányban.
2. Propilén-glikol, ami az élelmiszer iparban előforduló vegyület, főleg tortákban, torták díszítésére szolgáló habokban használnak.
3. Nikotin-só, ha nem nikotinmentes készülékről van szó.
4. Egyéb természetes, illetve mesterséges aromák.

## Jogi szabályozása

### Magyarországon
- A nemdohányzók védelméről és a dohánytermékek fogyasztásának, forgalmazásának egyes szabályairól szóló 1999. évi XLII. törvény 2. § (1)[5] értelmében ahol nem szabad dohányozni, ott nem szabad elektronikus cigarettát vagy dohányzást imitáló elektronikus eszközt használni sem.
- Elektronikus cigaretta, utántöltő flakon árumintaként nem forgalmazható, valamint automatából nem árusítható.
- Elektronikus cigaretta és utántöltő flakon a következő feltételekkel hozható forgalomba és forgalmazható:[6]  a) nem tartalmazhat ízesítő anyagot,  b) nikotintartalmú folyadék kizárólag kifejezetten erre a célra szolgáló, legfeljebb 10 ml űrtartalmú utántöltő flakonokban, eldobható elektronikus cigarettákban vagy egyszer használatos patronokban hozható forgalomba, és a nikotintartalmú folyadékkal előre töltött patronok vagy tartályok űrtartalma nem haladhatja meg a 2 ml-t,  c) a nikotintartalmú folyadék legfeljebb 20 mg/ml nikotint tartalmazhat,  d) a nikotintartalmú folyadék nem tartalmazhat  da) a 4. melléklet szerinti adalékanyagot,  db) vitaminokat vagy egyéb olyan adalékanyagokat, amelyek azt a benyomást keltik, hogy a terméknek kedvező élettani hatása van vagy az egészséget kevésbé veszélyezteti,  dc) koffeint, taurint vagy egyéb olyan adalékanyagokat és élénkítő hatású vegyületeket, amelyekhez az energikusság és a vitalitás képzete társul,  dd) a kibocsátásokat elszínező tulajdonságú adalékanyagokat,  de) az inhalációt vagy a nikotinfelvételt megkönnyítő adalékanyagokat, és  df) CMR tulajdonságokkal rendelkező adalékanyagokat,  e) a nikotintartalmú folyadék nem tartalmazhat 0,1%-nál több szennyeződést tartalmazó összetevőt,  f) a nikotintartalmú folyadék a 19/A. § (2) bekezdés b) pontja szerinti összetevőktől eltérő anyagokat csak nyomokban tartalmazhat, és csak abban az esetben használható fel, ha a nyomokban való előfordulás technikailag elkerülhetetlen a gyártás során,  g) a nikotin kivételével a nikotintartalmú folyadék kizárólag olyan összetevőkből állhat, amelyek – sem melegítés hatására, sem anélkül – nem veszélyesek az emberi egészségre,  h) az elektronikus cigaretták a nikotindózist rendes használati körülmények között egyenletesen adhatják le,  i) az elektronikus cigarettákat és az utántöltő flakonokat gyermekzárral kell ellátni, és  j) az elektronikus cigarettákat és az utántöltő flakonokat védetté kell tenni törés és szivárgás ellen, valamint olyan mechanizmussal kell ellátni, amely garantálja a szivárgásmentes utántöltést.
- A nikotintartalmú utántöltő folyadékkal előre megtöltött elektronikus cigaretták és az utántöltő flakonok csomagolási egységeinek és gyűjtőcsomagjainak két legnagyobb felületén, mindkét felületnek legalább a 30%-át kitöltő módon fel kell tüntetni a következő egészségvédő figyelmeztetést: „Ez a termék nikotint tartalmaz, amely erős függőséget okozó anyag.”

### Az Európai Unióban
- Az elektromos cigaretta az Európai Unió tagállamaiban általában kapható, használata engedélyezett, a tagállamok viszont külön-külön szabályokat alkalmazhatnak.* Az új TPD szabályozás (dohány direktíva) hivatott szabályozni. A szabályozás veszélyezteti a 2. és 3. generációs készülékeket. Ennek átvételét az államok külön szabályokat alkalmazhatnak majd.
- Ezen szabályozás kimondja például, hogy a piacra dobni kívánt terméket be kell jelenteni 6 hónappal a piacra dobás előtt a kijelölt hatóságoknál, azonban hatóságot nem jelöl ki.
- A szabályozás szerint az elektromos cigaretta, nikotin tartalmú folyadéka nem gyógyszer, de megengedi az államoknak, hogy gyógyszerként kezeljék azt.

Az Európai Unión kívül
- Az Egyesült Arab Emírségekben illegális az elektronikus cigaretta bevitele és forgalmazása. Egyes darabok bevitelénél elkobozzák a hatóságok. Ez esetleg átutazók esetében is alkalmazható.

## Története
Az e-cigarettát vagy más nevén elektronikus cigarettát egy kínai cég fejlesztette ki 2003-ban, – valójában egy kezdetleges, más alapokon nyugvó változatot már az 1900-as évek második felében is feltaláltak, azonban ez nem terjedt el[forrás?] – Európában 2005-ben dobták piacra Ruyan néven.
A hagyományos dohányzás helyett a gyártók célja szerint egészségesebb és a környezetre veszélytelen alternatívát kínáló eszköz körülbelül 2007 óta Magyarországon is elérhető. Az elektronikus cigaretta, mivel hasonló érzetet nyújt, mint a hagyományos cigaretta, elméletben úgy tudná azt helyettesíteni, hogy használata közben a nikotinon kívül nem visz be a szervezetbe egyéb, a cigarettafüstben megtalálható, jellemzően a dohány és a papír égése során keletkező, ismerten mérgező vagy rákkeltő anyagokat.
Mivel azonban a találmány még fiatal, megítélése egyelőre némileg ellentmondásos, és több országban jelenleg is vizsgálják mind a működését, biztonságosságát, mind a használatának, standardizálásának, forgalmazásának, reklámozásának szükségességét, lehetőségeit.
Mivel hazánkban az elektromos cigaretta egyelőre gyakorlatilag minden besorolást nélkülöző termék, ezért a forgalmazói magatartás is széles skálán mozog. Akadnak korrekt tájékoztatást adó forgalmazók, de olyanok is, amelyek feltehetőleg maguk sincsenek tisztában még a kínált termék működési elvével sem, így több webshopban találkozhatunk pl. a következő szöveggel: "Belsejében a nikotintartalmú folyadékot – melyet e-liquidnek neveznek – egy miniatűr porlasztó pumpa egy porlasztó cellába nyomja. Az itt lévő liquidet 0,5 µm-1,5 µm ködszerű cseppekké mikroporlasztja a magas frekvenciás, ultrahangos vibrációs mezőben." Ez a leírás teljesen megtévesztő, a valós működéshez szinte egyáltalán nincs köze. Az elektromos cigarettákban semmiféle pumpa nem található, magas frekvenciás, ultrahangos vibrációról pedig szó sincs.

## Felépítése

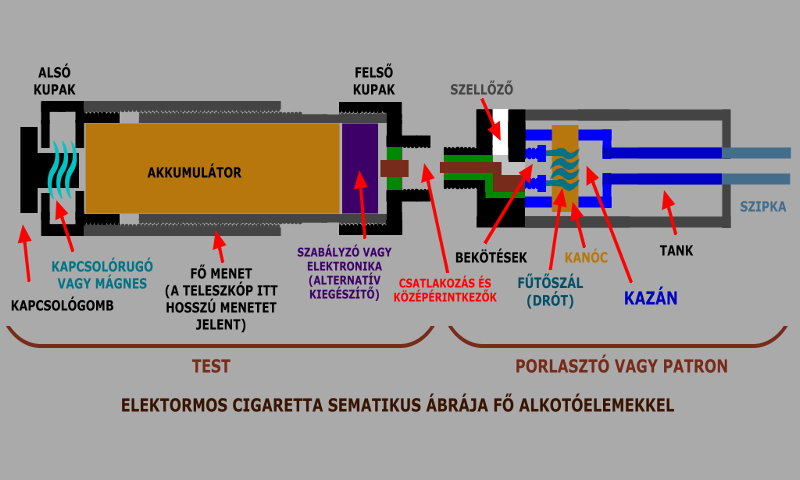

A mellékelt ábra alapján feltűnő, hogy a működési elve mennyire hasonlít egy közönséges zseblámpához. Tulajdonképpen két alapvető különbség van: az izzó helyén egy egyszerű kanócra tekert drótdarab található, a lámpaüveg helyén pedig egy szipkaként funkcionáló cső.

### Porlasztó
Ez tartalmazza a fűtőegységet (kazán), a szívni való folyadékot (E-LIQUID) és a szipkát. Ritkább esetben a porlasztó csaknem azonos a kazánnal, ezek nagy belső terű nyitott kazánok szipkával, de tank nélkül, kézi csepegtetéssel használják (dripper).
-Rebuildable Atomizer vagy RBA (felújítható/újraépíthető porlasztó vagy patron): A fő részeket jól elkülöníthetően és szétszedhetően tartalmazza, semmi sem egybeöntött vagy ragasztott. Az elhasználódó részek (kanóc és fűtőszál) könnyen, és tartósabb részek kidobása nélkül cserélhetők, a folyadék újratölthető. Általában haladóknak és elszántaknak szokták ajánlani, mert a fűtőszál minden e-cigiben egy pici dróttekercs, ezért cseréje némi kézügyességet igényel (valamint első néhány alkalommal sok időt és többszöri újrapróbálkozást). Villamossági ismeret és mérőeszköz szükségtelen, egy kész fűtőszál utánzása megfelelő dróttal kielégítő, később tapasztalati úton kialakítható egyéni módszer (bár felhasználói körökben rengeteg példa, sőt oktatóanyag található írott és filmes formában egyaránt). Akadnak olyan példányok, melyeket feleslegesen túlbonyolítanak speciális alapanyagokkal (különleges ellenállású átkötőhuzalok, hőkezelést igénylő fémkanócok) és szerszámokkal (imbuszkulcsok és egyedi eszközök); de a többségük semmivel sem bonyolultabb az alapvető felépítésnél, és 1-2 közönséges háztartási eszköz elegendő a felújításukhoz (vagy akár egy kiskés).
-Dripper vagy RDA (felújítható csepegtető porlasztó): Előzőhöz hasonló, de ennek nincs folyadék tárolására alkalmas belső tere, ezért néhány slukk után kézi csepegtetéssel kell pótolni a kanócból kipárolgott folyadékot. Ez bírhat annyi pöfékelést, mint egy normál cigi elszívása, mert megfelelő anyagú és kialakítású kanóc meglepően sok folyadékot képes magában tartani. A művelet miatt általában szétszedésük csak egy mozdulat, többnyire a szipkájuk két ujj töve közé fogva könnyen leemelhető, vagy rövid és tág szipkájuk van, hogy azon keresztül is lehessen belecsepegtetni. Felépítésük egyszerűbb és nyitottabb, így általában könnyebben felújíthatók vagy módosíthatók, kevesebb hibalehetőséggel, használatuk viszont a csepegtetés miatt körülményesebb.
-Rebuildable Tank Atomizer vagy RTA: Az eldobható kazánú porlasztókra hasonlítanak kinézetre, de a kazánjuk felújítható. Előnyük a költséghatékonyság mellett a rendszerint nagy e-liquid kapacitás és a személyre szabhatóság.
-Rebuildable  Dripping Tank Atomizer vagy RDTA: Az RTA-k és Dripperek jellemzőit ötvözi, a porlasztó alsó részén található tartályból és az efölötti kazánból állnak. Lényegében egy nagy e-liquid kapacitású dripper.
-Egyéb: Eldobható kazánú porlasztók, teljesen eldobható porlasztók, és kombinált megoldások (vatelines tankpatronok, stb.). Ezek csak részben vagy egyáltalán nem szedhetők szét, házi felújításuk (kanóc és fűtőszálcsere) nehezen és korlátozott alkalommal megoldható vagy sehogy. Azok kedvelik, akiknek ideje, türelme vagy képessége nem elegendő a tartósabb igazi felújítható porlasztók használatba vételéhez. A forgalmazók kezdőknek is ilyeneket ajánlanak, ami a legalább néhányszor felújítható, nagyobb vagy közepes méretű és olcsóbb példányok esetén reálisnak mondható. A cserélhető kazán kis mérete valójában nehezíti a felújítás menetét (de jó gyakorlás) és korlátozza a felújítások számát, ugyanis helyhiány miatt a fűtőszál bekötése beszorítással van megoldva, apró gumigyűrűkkel szigetelve – melyek gyorsan tönkremennek.
A porlasztók két nagy csoportba különíthetőek el felhasználásuk szerint: MTL és DL. (Minden porlasztó beletartozik az egyikbe, van olyan azonban, amely mindkét módon is használható)
-Az MTL vagy "Mouth to lung" porlasztók rendszerint magas ellenállású huzalt, fűtőtszálat tartalmaznak, használatuk közben elsőnek csak a szájába szívja be a keletkező gőzt a felhasználó, majd ezután szívja be a tüdejébe. A DL porlasztókhoz képest sokkal kevesebb gőzt produkálnak, de sokkal kevesebb e-liquidet használnak fel.
-A DL vagy "Direct lung" porlasztók alacsonyabb ellenállású fűtőtszálat, akár többet is tartalmaznak, és a felhasználó közvetlenül a tüdejébe szívja a gőzt. Általában sokkal több gőz keletkezik bennük mint az MTL porlasztókban, de ennek a nagyobb e-liquid fogyasztás az ára.

### Kazán
A porlasztónak az a jól körülhatárolható és elkülöníthető része, ahol a kanóc és a fűtőszál van. Előfordulhat hogy a tanktól erősen különálló tagot képez, mintegy háromrészes e-cigiként, ez a megoldás azonban jobbára kikopott a használatból, nem jellemző (főleg kisebb, eldobható kazánú porlasztók esetén fordulhat elő). Mivel a fűtőszál felizzításához kell az áram, a kazán általában a porlasztó test felőli részén van. De nem túl ritka az a megoldás sem, hogy az áram egy középső tengelyen tovább van vezetve, és a kazán a szipka felőli oldalon helyezkedik el; ez inkább a kevesebb vagy/és forróbb gőzt kedvelőknek kedvező kialakítás. Nagy és közepes porlasztókban többnyire a folyadéktéren belül saját burkolata van, melyen át a kanóc végei két nyíláson át a folyadéktérbe lógnak át, ritkábban a porlasztó teljes átmérőjével mintegy rekeszben helyezkedik el. Van még néhány különleges eset, ami miatt a kazánt célszerű külön pontban tárgyalni:
-A fent említett RDA csepegtetős porlasztók, melyek tulajdonképpen tank nélkül önállóan porlasztóként használatos, tágas, nyitott kazánok.
-Az eldobható kategóriába tartozó kicsi vatelines patronok (cartomizer), melyek eredetileg cigiutánzatként szolgáltak, a kazánbelső vatelinnel van bélelve a biztonságosabb folyadéktárolás miatt, s bár így még a csepegtetős módszerhez állnak közelebb, gyakran nagy külső tankkal kombinálják.
-Egyéb alternatív megoldások, mint például olyan ritka csepegtetős rendszerek, melyekben tank is tartozik a kazánhoz, és a csepegtetés gombnyomással végezhető.

### Test
Ez tartalmazza az áramforrást és a kapcsolót. Általában elkülönül a porlasztótól, az egyrészes e-cigik nem jellemzőek és nem gazdaságosak már a nagyobb gyártóknak sem.
-Mechanikus mod (mecha): A fő részeket jól elkülöníthetően és szétszedhetően tartalmazza, semmi sem egybeöntött vagy ragasztott. Emiatt általában nagyobb méretűek, és így nagy teljesítményű akkumulátorok befogadására is képesek. Sokukba igény esetén szabályzó is helyezhető, amely az egyenletes feszültségről gondoskodik (ez a teljesen töltött akkumulátor erejét kicsit tompítja, hogy a gőz intenzitása lemerülésig egyenletes maradjon). A "mod" jelző amiatt ragadt rájuk, mert az első gyártók még a kis méretű egybeöntött fajtákat kampányolták; tartósabb szétszedhetők és javíthatók-cserélhetők csak házilag vagy mesteremberek által tervezett és gyártott (vagy módosított – modified) példányok voltak.
-VV/VW Mod (varivolt): Az akkumulátor ezekben is cserélhető, de eleve beléjük van építve egy szabályzó, gumikapcsolós-kvarckijelzős elektronikával. Ezek szabályzása gombnyomásokkal módosítható (nem kell kivenni a csőből a szabályzót és többnyire nem is lehet), képesek kijelezni a feszültséget, a töltöttségi állapotot, gyakran a csatlakoztatott porlasztó ellenállását is. Szintén nagyobb méretű és teljesítményű akkumulátorokat képesek befogadni, de a beépített elektronika miatt általában drágábbak és nehezen javíthatók.
-TC Mod: Felépítésükben és kinézetükben teljesen azonosak a VV/VW (varivolt) modokkal, szinte mindegyik ide tartozó eszköz képes VW modként is működni, a különbség közöttük az, hogy a TC modoknál nem feszültséget (VV) vagy teljesítményt (VW) állíthat be a felhasználó, hanem a fűtőtszál hőmérsékletét. A "TC" rövidítés az angol "temperature control" kifejezés rövidítése, amely lefordítva hőmérséklet szabályozást jelent. A TC modokba épített precíz elektronika a speciális fűtőtszál ellenállásából tudja meghatározni a jelenlegi  hőmérsékletét, hiszen a fémek ellenállása a  hőmérséklettel együtt változik általában. Nem minden porlasztó használható erre a célra, lényeges, hogy egy olyan fém fűtőtszál legyen bennük, amelynek az ellenállása a hőmérséklet függvényeben egyenletesen változik: A legkedveltebbek az SS316 és SS430 (Az "SS" a Stainless Steel, azaz a rozsdamentes acél), Ni-200 (Nikkel), Ti-1 (Titán)  rövidítéssel jelölt speciális összetételű fémek. A belépőszintű TC modoknál csak a kívánt hőmérsékletet lehet beállítani, a profibbaknál már a kívánt hőmérséklet eléréséhez felhasználandó teljesítmény is beállítható.
-"Pod"-ok: Manapság nagyon felkapott, egybeépített elektromos cigaretták, jellemzően kis- (300-1200 mAh), nem cserélhető akkumulátorral és a testbe épített porlasztóval. Nagyon alacsony teljesítménnyel működnek és egy speciális e-liquidet használnak, amelyben nagyon magas (2-5%, azaz 20-50 mg/ml) a nikotin koncentrációja. Kis méretük és praktikusságuk miatt váltak népszerűvé.
-Egyéb: "Normál" e-cigik, általában kisebb vagy közepes méretű és teljesítményű eszközök. Gyakran egyszerűbb elektronikát is tartalmaznak. Általában egy példány olcsónak mondható, de mivel több darabos készletekre van szükség és kicsi az élettartamuk, használatuk többnyire gazdaságtalan. Azoknak ajánlható, akik ragaszkodnak cigiutánzáshoz vagy legalábbis nem akarnak szivarméret fölé menni. Forgalmazók kezdőknek is ajánlják, ám kérdéses hogy indokolt-e

### Csatlakozás és középérintkezők
Szintén külön tárgyalni érdemes, mert mindkét fő résznek fontos tartozéka, ez köti össze és rögzíti őket. Tulajdonképpen egymáshoz passzoló menetek; szabványosnak mondható hogy a testen süllyesztett, a porlasztón kiemelkedő, és méretük 510 (vagyis átmérő 5,1 milliméter). Ez a félcentis, vékony menetű csatlakozó a kezdeti cigiutánzás miatt lett bejáratott a gyártóknál, később a kompatibilitás miatt megtartották a gyárak és műhelyek egyaránt (és így ez lehet a készülékek leggyengébb pontja). A szabványosság ellenére előfordul, hogy egy test és egy patron megfelelő menet esetén sem csatlakoztatható rendesen, az eldobható kazánú porlasztókkal és egybeépített akkutestekkel gyakran megesik. Ezek szellőzője többnyire a középérintkező belsejében van, a csatlakozó környéke pedig úgy kialakított, hogy megakadályozza az összecsavarást vagy a szelelést nem ugyanolyan gyártmányú termékekhez. Az ilyen esetekre és eltérő csatlakozásra léteznek toldómenetek (úgynevezett adapterek), melyek vagy segítenek, vagy nem. Mindenesetre rézből vannak, így könnyen módosíthatók, de menetkímélés szempontjából szóba jöhet a használatuk problémamentes csatlakoztatás esetén is. A középérintkezők is okozhatnak problémát, ha a porlasztóban nem eléggé kiálló, így az a legjobb ha egy csavar képezi, amely könnyen állítható kijjebb tekeréssel.

### A porlasztó részei

#### Szipka (Drip-tip)
Ez lehet csavaros vagy dugószerű. Utóbbi előnye, hogy igény szerint könnyen lecserélhető hosszabb vagy rövidebb példányra, hátránya hogy esetleg idővel a használat során kilötyögősödhet. A dúsabb gőzt adó kazánok egyben forróbb gőzt is adnak, így szükséges lehet néhány centi távolság ahhoz, hogy a gőz élvezhető hőmérsékletűre hűljön. Alsó kazánú porlasztó esetén ez nem gond, mert a gőz átmegy a hossztengelyben levő légjáraton, így szükségtelen hosszú szipka, az inkább felső kazános, vagy tank nélküli csepegtetős porlasztó esetén lehet indokolt.

#### Szellőző
Két fontos szempont van, az elhelyezkedés és a légáteresztő képesség. Légáteresztés szempontjából az a jó ha minél nagyobb, vagy állítható a szellőzőlyuk (egy kis csavarral, vagy elforgatható gyűrűvel). Egy túlzottan szelelő patronon könnyen lehet segíteni, de egy túl kis lyukat gyakran szinte lehetetlen kitágítani. Nagyobb méretű porlasztók esetén a nyílás oldalt van, ami kedvező, mert nem záródhat el könnyen. A cserélhető/eldobható kazánú patronok esetén a nyílás többnyire a csatlakozónál van, ami már attól elzáródhat, ha nem pont ilyen célra kialakított testre csatlakozik.

#### Tank
A porlasztó belső terének nagy része, ez szolgál a folyadék tárolására, így fala egyben a porlasztó külső fala. Közkedveltek az áttetsző falú tankok, amelyekben feltűnő a folyadék aktuális állása, bár az áttetsző anyagok sérülékenyebbek, mint a fém. Nagy felújítható patronok esetén ha van átlátszó rész, az általában ugyanúgy menetes, mit a fém részek, míg kis porlasztók esetén többnyire ragasztott vagy préselt. Fontos szempont az űrtartalma, amely cigiméretben 1 milliliter alatti, szivarméretben 1-3 milliliter, nagyobb "mod" készülékek esetén 3-10 milliliter (ezek már egy töltéssel egész napos pöfékelést biztosítanak). Léteznek átlátszatlan, teljesen fém patronok is, ami szintén megfelelő, mert fogyás esetén idejében észlelhető a gőz csökkenése, nem egy csapásra kezd el kiszáradni a kanóc (és jól megkülönböztethető az akkumulátor merülésétől).

#### Kanóc
Anyaga lehet tetszőleges jó nedvszívóképességű és jó hőtűrésű fonal, vagy könnyen sodorható anyag. Legelterjedtebbek az üvegszál, pamut, gyapot, fém. Az üvegszál hőállósága (akár 1000 Celsius fölött) miatt logikusnak tűnik, de elég drága, kezdő felújítók sokat elpocsékolhatnak, néhány kazántípusba eleve sok elfogyhat egy alkalommal. A fém szintén drága, használata gondos hőkezelést igényel a zárlatveszély miatt (kiégetés gázégővel). A vatta olcsó, előkészítéskor tetszőlegesen formálható. Elsőre furcsának tűnhet hogy ez a könnyen égő anyag alkalmas kanócnak, de valójában folyadékkal átitatódva nem képes megégni, kibír ugyanannyi időt elkoszolódás nélkül mint egy üvegfonal, és több folyadékot bír magába szívni.

#### Fűtőszál
Általában 0,1-0,3 milliméter vastag, 20-80 ohm/méter ellenállású huzalokat használnak, anyaguk többnyire acél, nikkel-króm, vas-króm-alu (kanthal). 1,5-2,5 ohm közötti ellenállású fűtőszálak elterjedtek, 5-10 centi drót felhasználásával. A gőzmennyiség függ a hőfoktól és a felülettől, alacsonyabb ellenállás nagyobb hőfokot eredményez, és a vastagabb drótoknak van alacsonyabb ellenállása. Hosszabb drótdarab esetén viszont megfelelő ellenállással sem egyenletes a felhevülés, a közepén mindig forróbb, a szélein hidegebb a fűtőszál. Ezért gyakori két kisebb ellenállású fűtőszál egyszerre történő bekötése a nagyobb egyenletes párologtatási felület érdekében; bár nem feltétlen duplázza a gőzmennyiséget, a különbség érezhető lehet. Olyan is előfordul, hogy fél milliméter vastag acélból egy ohm alatti ellenállású fűtőszálat készít valaki, vagy vékonyabb drótból 3 ohm fölötti ellenállásút, de ezekhez inkább ritka típusú akkumulátorok kellenek és csak játszadozás a számokkal meg alapanyagokkal.

#### Bekötések
Annak nagyon fontos, aki saját kezűleg felújítható porlasztót szeretne. Csavaros megoldás a legelterjedtebb, de ezen belül is többféle létezik. Legegyszerűbb egyszerűen rátekerni a kiálló csavarra a drót végét. A csavart teljesen betekerve a fejével az aljzathoz szorítható a drót, a biztosabb érintkezés kedvéért. Néha oldalsó lyuk van a drótvégek számára, melyekben nem a csavar feje, hanem az alja szorít oda, ekkor viszont fennáll a veszélye, hogy a lyuk széle és a csavar között a drót megsérül és elszakad, vagy felborul az ellenállása. Hibrid megoldás egy csipesz-szerű vágat a drótnak, azt szorítja össze a csavar. Legjobb a viszonylag "nagy" csavar, legalább 2-3 milliméteres fejjel, amit akár egy késheggyel meg lehet húzni, akkor szinte mindegy a kialakítás (néha hajlamosak 1-2 milliméteres fejű csavarokat használni, amit műszerészcsavarhúzóval is bajos kezelni, és alig alkalmas egy negyedmilliméteres átmérőjű drót befogására).
-Egyéb bekötések: Ékelés, ekkor egy sima (nem menetes) lyuk van a drótvégnek amit kis fémpöcökkel lehet beleszorítani; ez ritka és nem praktikus, mert csipeszre, vagy fogóra lehet szükség az eltávolításukhoz, könnyen elkallódnak és pepecs barkácsmunka pótolni (csavar nehezebben vész el mert nem kell teljesen kivenni, csak meglazítani). Beszorítás, amikor egy cső és benne egy tengely a két pólus, ezek közé van vezetve mindkét drótvég, melyeket egy gumihenger választ el. Ez a megoldás az apró cserélhető kazánokra jellemző, felújításuk nehézkes és a gumi hamar tönkremegy a belevágódó drótoktól.

### A test részei

#### Anyaga
A nagyobbaké többnyire acél, bevont réz, vagy vegyes; zseblámpa elvén egyben az áramot is vezeti. Különleges formájú, például pipát utánzó "mod"-ok esetén lehet fa is, a vezető ekkor egy belső fémburok vagy huzal. Gyakori, hogy acél testbe az érintkező részeket rézből ágyazzák be a jobb érintkezés miatt. Elektromosság szempontjából a réz kedvezőbb, mert jobb vezető, de hátránya hogy a bevonata lekopik, attól kezdve gyorsan oxidálódni és koszolódni kezd (a kopáson és a légkörön kívül az emberi bőr is erősen marja). Kis és közepes méretű egybeépített e-cigik esetén gyakran csak vékony festett lemez egy akkumulátorra tekerve. Nagyobb teljesítményű mod testén fontos legalább egy apró lyuk szellőzőnyílásnak, hogy észrevétlen zárlat esetén a megolvadó akkumulátorban képződő oxigén ki tudjon szökni, ne nyomja szét a testet és ne okozzon ezzel esetleg sérülést.

#### Alakja
Többnyire henger, mert a kereskedelmi forgalomban gazdaságosan beszerezhető és ecigihez ideális paraméterű akkumulátorok alakja is ilyen. Fontos a felület, hogy a test részeit megfogva könnyen szétcsavarható legyen minden tag; egy simára csiszolt rendszer szinte megfoghatatlan, és könnyen úgy összeszorulhat, hogy segédeszközök nélkül szétszedhetetlen (ez igaz lehet egyes porlasztókra is). Léteznek speciális célú vagy művészi ihletésű változatos formák, ezek azonban többnyire a praktikusság rovására mennek. Például téglatest alakúak, melyekben akkumulátor mellé párhuzamosan egy kisebb porlasztó helyezhető, de ezekhez általában csak bizonyos típusok alkalmasak. Vagy pipa formájúak, melyekbe akkumulátorból is csak kisebbek férnek bele. A túlzott specializáltság mellett felléphetnek nehézkes tisztítás és nehezen előrelátható problémák is, így különleges alakú modot inkább annak éri meg vásárolni, aki belekalkulálja hogy esetleg ajándék dísztárgyként fog egy polcon porosodni.

#### Menetek
Általában a két végén és középen is szétcsavarozható, így könnyen hozzáférhető a kapcsoló és a középérintkező is tisztítás, szükség esetén beállítás vagy javítás céljából. A középső nagy menet ideális esetben hosszan húzódik, akkor bármilyen méretű akkumulátorral könnyen használatba vehető, csak a kisebbek esetén többet kell tekerni az összerakáskor – ez a teleszkópos megoldás. Egyéb módszer több kisebb tagból összetett test, melyek a tagok eltávolításával vagy hozzáadásával tehetők alkalmassá különféle akkumulátorok (esetleg még emellé egy szabályzó) befogadására; de gyakran ezek végeinek kialakítása is eltérő, így a középérintkező állíthatósága is fontos lehet a megfelelő illeszkedéshez. Legbiztosabb és legegyszerűbb a teleszkóp.

#### Kapcsoló
Egybeépített vagy "varivolt" e-cigikben ez többnyire egy nyáklapra ragasztott picike gumidudor, melyet a burkolaton levő nagyobb műanyag gomb nyom le, és a test porlasztó felőli végén van. Apró cigiutánzatokban létezik szívásra automatikusan reagáló vákuumkapcsoló, bár az eléggé instabil. Mechanikus modokban rugós vagy mágneses fémkapcsoló van többnyire a test alsó végén, ritkább esetben egy belső burkolatban maga az akkumulátor kerül elmozdításra hüvelykujjal. Lehet az akkuhoz közvetve érintkező oldalsó, valamit közvetlenül vagy közvetve érintkező alsó állású, utóbbi esetben akár süllyesztett is. Akkor közvetett, ha a kapcsoló egy rekeszként el van különítve, ez a rekesz szorul az akkumulátor aljához, és csak ennek nyomódik neki a kapcsoló a működtetés során; ez az akkumulátor stabil tartásával (függetlenül annak kialakításától) előnyösebb érintkezést jelenthet. A kapcsolók általában egy menetes gyűrűvel rögzíthetők, a véletlen lenyomódás elkerülése végett (zsebzár, elektronikus modokban az áramkör lekapcsolásával). Az alsó kapcsoló nagyobb és így stabilabb lehet ugyan, de főleg egyéni kényelmi szempont dönti el, melyik jobb. Sokan szeretik függőlegesen asztalra állítani az e-cigit, amihez az oldalkapcsoló előnyösebb, és fektetve megakadályozza a szerkezet elgurulását is, ha hengeres készülékről van szó.

#### Szabályzó
Nem létfontosságú tartozék, csak egy alternatív kellék, de említésre érdemes. Egyenletessé teszi az akkumulátorból kijövő feszültséget. Alaphelyzetben egy frissen töltött akkuval erős gőzt ad egy porlasztó, merülés során pedig egyre gyengébbet, illetve egyre hosszabban kell nyomni a kapcsolót a gőzképződéshez. Egy jól eltalált összeállítás enélkül is tartósan stabil egyenletes gőzt ad, így nem is túl elterjedt termék. Hátránya, hogy tizedmilliméter pontossággal érzékeny a test belső átmérőjére, így túl keskeny esetén használhatatlan, túl tág esetén házilagos bütykölést igényelhet. A "varivolt" modok, és sok egybeépített e-cigi eleve tartalmaz olyan elektronikát, amelyben nemcsak szabályzó van, így ezekbe felesleges. Ha valaki törekszik a tartósságra és megbízhatóságra, de szeretne elektronikát is, akkor mechanikus mod és behelyezhető szabályzó a legjobb választás: elromlás esetén az áramkör eltávolítható, és a mod zavartalanul tovább üzemeltethető nélküle.

#### Akkumulátor
E-cigikben általánosan elterjedtek a 3,7 voltos li-ion akkumulátorok hengeres változatai, ezekből vagy egy tucatféle méret, de főképp a 18650-esek, ez azt jelenti hogy 18 mm átmérőjű és 65 mm hosszú. Másik fontos paramétere a kapacitás, ez a fenti méret esetén maximum 3000-3400 mAh között van (milliamper per óra, ennyivel már egy átlagos e-cigis kihúzhat akár egy-két napot is). Harmadik fontos paramétere az érintkezők kialakítása, ez lehet flat-top (lapostetejű) vagy button-top (domború tetejű), ez legfeljebb fix, állíthatatlan test esetén jelenthet problémát, teleszkópos vagy állítható középérintkezőjű mod esetén jelentéktelen. Negyedik fontos paramétere hogy védett-e vagy sem. A védett azt jelenti, hogy egy kisebb pénzérme nagyságú olvadóbiztosíték van az pozitív végén a burkolata alatt. Nem célszerű, ugyanis a legkisebb zárlat kivágja ezt a biztosítékot, holott zárlatosra sikerült porlasztófelújítás esetén egyből nyilvánvaló hogy nem gőzöl és újat kell csinálni, így nem maradandó a zárlat. Ilyen esetben a biztosíték eltávolítható és az akkumulátor tovább használható – saját felelősségre. Varivolt modok nem is működtethetők védett akkumulátorral, mert a saját áramkörükben van beépített védelem, mely egyszerűen kikapcsol ilyen jellegű zárlat esetén. A tönkretételhez pár hiábavaló gombnyomás a tévedés felismeréséig kevés, frontális zárlat esetén is (például beragadt kapcsoló) percek kellenek hozzá hogy felforrósodjon és tönkremenjen.

### Külső kellékek
-Akkumulátortöltő: Nem "szerves" része, így használat közben a jelenléte nem feltétlenül szükséges; de nélkülözhetetlen. A kivehető akkumulátorokhoz általában csak "fali", hálózati töltő létezik, mely konnektorhoz csatlakoztatva működik és egyszerre általában legalább két akkumulátor töltésére alkalmas. A közepes teljesítményű, egybeépített akkutestes megoldásokhoz túlnyomórészt USB csatlakozó van, mellyel például számítógépről is tölthetők, a hozzájuk mellékelt hálózati töltőegységen is usb kimenet van. Ezekhez létezik autós töltő és olyan eszköz, mellyel töltés közben is használhatók. A legkisebb cigiutánzatokhoz még hordozható töltőakku is van, mellyel feltölthetők a kisebb akkuk.
-Töltőflakon: Arra az esetre ha az eliquid fogy ki. A nagyobb porlasztók levehető fedéllel akár öntve is feltölthetők, így közönséges üvegcse is megteszi, de a kisebbekhez cseppentős flakon vagy fecskendő is szükséges lehet.
-Szerszámok és eszközök: Csak azoknak, akik szeretnék saját kezűleg felújítani porlasztóikat. A legtöbb esetben ehhez teljesen elegendőek közönséges háztartási eszközök, mint kés vagy olló, esetleg csipesz. A komolyabb porlasztókhoz többnyire eszközök is tartoznak gyárilag, például csavarhúzó és pótalkatrész, némi felújítási alapanyag (drót és kanóc).
-Más kellékek csak különleges esetekben, speciális típusokhoz szükségesek, például nem pont összepasszoló főrészek esetén menetátalakító (ezeket a kis duplamenetes fémcsavarokat gyakran félreérthetően "adapter"-nek nevezik).
-A részek általában külön és egyben is vásárolhatók. Egész készletek (set, pack) általában olcsóbbak, minden szükséges kelléket tartalmaznak, egymáshoz passzoló darabok vannak benne. Cserélhető akkumulátorosokhoz két akkumulátor jár, egybeépített típusokból általában két darab van egy készletben, a legkisebb készülékekhez mindenből több tartalék. A komolyabb készülékeket általában darabonként szokták vásárolni, bár ezek is kaphatók néha készletként, gyakran hajlamosak a kevésbé kelendő (akár okkal) darabokat összeállítani és gyengébb minőségű kellékeket mellékelni hozzájuk (például kis teljesítményű akkumulátort és silány minőségű töltőt).

### Biztonsági szempontok
-Áramütés szempontjából e kis feszültségű (3-4 volt) akkuk gyakorlatilag ártalmatlanok, méretük és alakjuk miatt még az sem lehetséges, hogy valaki a nyelvével próbálja ki az erejét.
-Fűtőszál-zárlatról fentebb volt szó, ilyenkor nem áll fenn állandó zárlat, csak a készülék bekapcsolásakor jelentkezik. Ez a zárlat leggyakoribb fajtája, főleg kezdők esetén, ha felújítás, tisztítás vagy összerakás során a fűtőszál fémből levő kazánburkolathoz nyomódik, vagy komolyabban deformálódva egyik szára hozzáér a másik bekötéséhez. Ilyenkor a drót többnyire azonnal vagy pár másodperc alatt elpattan, és ezzel meg is szűnik a zárlat. Egyből nyilvánvaló hogy a készülék üzemképtelen és a fűtőszál cseréje szükséges. Ez az akkumulátort még nem terheli túl, de védett akkumulátor biztosítékát kivághatja, így látszólag használhatatlanná teheti.
-Belső zárlat (testben) például bekerült idegen fémdarab vagy kilazult kapcsolócsavar, mely kikapcsolt állapotban is állandó áramfolyást eredményez. Az idegen anyag által okozott zárlatot varivoltos készülék elektronikája nem minden esetben képes levédeni, viszont védett akkumulátor biztosítéka ezt is elhárítja. Maradandó zárlat esetén a test percek alatt felhevül, olyannyira, hogy érintése égési sebet okozhat az ujjakon. Továbbhevülés esetén az akkumulátor is túlhevül, fellfor, és felpuffadva vagy szétvetődve használhatatlanná válik. Acéltestet ez még nem képes tönkretenni, de az olvadás során oxigéngáz szabadul fel, mely zárt testben túlnyomást és menetszakadással szétvetődést okozhat, ezért fontos a test oldalán szellőzőnyílás, így egy fém készülékben zárlatot kapott akkumulátor kevésbé rossz, mint egy töltés közben szabadon zárlatot kapott. Az akkumulátort borító fólia lángra kapva elhamvadhat.
-Mindez nagyon csúnyán hangzik, de a klasszikus ólmos-savas elemekhez képest sokkal kevésbé veszélyes (azok ugyanis egyrészt mérgező és maró folyadékot fröcskölhetnek szét, másrészt hidrogéngázt fejlesztve kémiai robbanást is okozhatnak). Egészében véve elmondható hogy az e-cigi akkumulátora nem veszélyesebb például mobiltelefonoknál, számítógépeknél, vagy bármilyen, elemmel működő műszaki cikknél – vagy pláne a parázzsal égő dohánynál. Sőt, ilyen akkumulátorokat használnak fokozott biztonságot igénylő eszközökben is, mint például szerszámgépek, bányászlámpák, búvárlámpák. Ám e-cigiben gyakrabban kell akkut cserélni, ez növeli a kockázatot. Nyilvánvaló, hogy egy belső zárlat minimum fájdalmas meglepetést és néhány ezer forint kárt képes okozni, így tisztítások, akkucserék, felújítások alkalmával figyeljünk oda. Koncentrálni próbáló orvosokkal is előfordul hogy rossz helyre vágnak vagy fémtárgyat hagynak élő beteg testüregeiben, hasonló baleset fokozottan előfordulhat internetezés vagy tévézés közbeni laza e-cigi karbantartás során.

### Patron avagy porlasztó

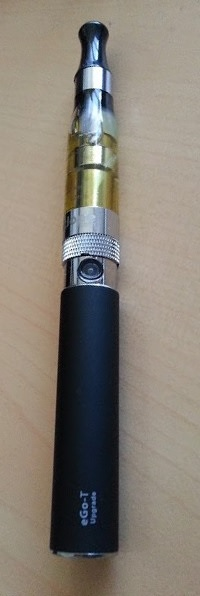
Nyomógombos, kazános cigaretta. Jól látszik a sárga e-liquid az átlátszó tartályban

Nagyon sok fantázianév létezik, melyet többnyire a forgalmazók vagy "szakértők" találnak ki, így különböző helyeken más néven is kaphatók ugyanazok a típusok, illetve eltérő típusok hasonló néven. Az egyes fantázianevekbe előszeretettel szúrnak be rövidítéseket és kódszámokat, amik vagy jelentenek valamit, vagy nem. Például a v2 v3 és hasonló név utótagok azt jelentik, hogy az adott típus továbbfejlesztett változatairól van szó, melyekben kiküszöböltek az alaptípusban tapasztalt hiányosságokat, esetleg élményfokozó vagy praktikusabbá tevő átalakítást hajtottak végre rajta; de ez sem mindig utal tényleges különbségre. Az olyan "sokadlagos" fantázianevek – mint pl. "cartomizer" (vatelines), "halmizer" (kanócos), "minimizer" (piszlicsáré), "giantomizer (bazinagy), "clearomizer" (átlátszó), "smokymizer" (miért is ne) – melyek a porlasztó angol nevére alapulnak (atomizer), csak egy-egy tulajdonságára utalhatnak a patronnak; tehát ez a mizéria nem valódi típusokat jelent; ráadásul egy újabb, előnyös tulajdonságokat ötvöző patron már annyi "mizer" egyszerre, hogy hosszú lenne felsorolni. Így vásárláskor érdemes a patron pontos felépítését, feltöltési módját és szétszedhetőségét tisztázni akár képek alapján, és abból levonni a konklúziót, nem az adott helyen olvasható névből. Nagyon speciális és kevéssé beállítható patront csak türelmes, stabil körülmények között dohányzóknak lehet érdemes venni; például olyat, ami még a betöltött folyadékra is érzékeny, és vagy a hígabb propilén-glikollal szivárog, vagy a sűrűbb glicerinnel nem szelel rendesen. Ismeretlen patron vásárlásánál azt is érdemes még szem előtt tartani, hogy a kiszemelt darab véletlenül ne csak egy "tankrendszer" önmagában nem használható betétpatronja vagy kazánja legyen, bár ezt egyértelműen jelezni szokták a termék leírásában.

## Az e-liquid
Az a folyadék, mely dohány helyett elszívásra kerül. Fő különbség, hogy e-cigi esetén nem történik égés, a folyadék elpárologtatásra kerül, nem megy át szerkezeti változáson, csak a halmazállapota változik meg. Míg dohány égése során az anyag átalakul, eredeti szerkezete lebomlik, több ezer különféle vegyület keletkezik por és gázok formájában. Az e-liquid általában 1-2-féle alapanyagból és 1-2-féle adalékból állnak, ezek különféle arányú kész termékként is beszerezhetők, de külön is elérhetők, így sokan egyéni ízlés szerint saját kezűleg elegyítik.

### Alapanyag
Glicerin vagy propilén-glikol, vagy e kettő keveréke. Ezek enyhén édeskés áttetsző folyadékok, de ízre és illatra sem jelentősek. Mindkettő előfordul természetben, a glicerin nagy mennyiségben mindenféle élőlényben (emberi szervezetben is), a propilén-glikol kis mennyiségben főleg növényekben. A glicerint iparilag növényekből nyerik ki (mert a szintetikus költségesebb lenne), a propilén-glikolt viszont csekély részaránya miatt gyakran szintetikusan állítják elő. Mindkét anyagot széles körben használják az élelmiszeripartól a gyógyszeriparig; fellelhetők élelmiszerekben, édességekben, kozmetikai cikkekben, gyógykészítményekben. A glicerin évszázadok óta ismert a szappangyártás melléktermékeként, házilag is előállítható és felhasználható. A propilén-glikol csak néhány évtizede iparilag elterjedt. A glicerin gőze sűrűbb és dúsabb, jobban hasonlít a füsthöz, míg a propilén-glikol alig látszik meg a levegőben. A glicerinben lassan oldódnak fel a hozzá kevert anyagok, a propilén-glikolban gyorsabban és könnyebben. A glicerin sűrűbb, és hűvösben a mézhez hasonlóan megdermed, míg a propilén-glikol fagyban is sokáig híg marad. Elsősorban az állagkülönbség miatt szokták a kettőt keverni, de tisztán is hozzáférhetők; főleg a glicerin nemcsak az e-cigi piacon, hanem háztartási, kozmetikai, "bio" termékként és gyógyszertárakban is közönséges. A legtöbb porlasztóban a kanóc kialakításával vagy a kazán állításával jól szabályozható a folyadékellátás, így a glicerin tisztán is alkalmas gőzölgéshez; az e-cigi pedig még nagyobb "mod"-ok esetén is könnyen eltartható téli ruházatban, így a keményebb fagyokban huzamosabb ideig való tartózkodás sem feltétlenül tesz indokolttá hígítást.

### Alapvető adalékanyagok
Aroma, és igény szerint nikotin, de az nem alapvető alkotórésze a folyadéknak. Aromát nem fejlesztenek kimondottan e-liquidhez, a már régebben létező és bevált élelmiszeripari aromák közül azokat szokták használni, melyek jól oldódnak glicerinben és propilén-glikolban. Így fordulhat elő, hogy olyan klasszikus ízek is elérhetők e-liquidben, mint például donald-rágó íz, de a sajttól a természetes mentolon át a dohányízt visszaadni próbáló keverékekig több ezerféle kapható. Így persze aromák is beszerezhetők külön; sokan megveszik az alapfolyadékot, ahhoz kevernek saját ízlés szerint aromákat és nikotint. A nikotin általában 36 mg/ml erősségig oldatként (szintén glicerinben vagy propilén-glikolban) kapható, s bár a legtöbb e-cigis számára ez még túl erős, nikotinmentes e-liquid-hez való adagolással ízlés szerinti erejű szívnivalót készítenek gazdaságosabban.

### Alternatív adalékok
Például desztillált víz, ezt főleg azok használják, akik ódzkodnak a propilén-glikoltól, de a glicerint tisztán túl sűrűnek találják, ezért inkább így hígítják. Léteznek még csípősítő aromák, melyek a nikotin erejét utánozzák. Mások koffeinoldattal próbálják kiváltani a nikotint, vagy édesítőszerekkel és ízfokozókkal növelni az ízélményt.

### Szennyeződések
Bizonyos gyártási technológiák során ideiglenes hozzávalók (például katalizátorok) nem megfelelő eltávolítása miatt visszamaradhatnak nemkívánatos anyagok; valamint gyártás, szállítás és tárolás során egyaránt van esély külső szennyeződés bekerülésére (például nem megfelelően lezárt, hanyagul és káros anyagokkal tisztított tárolóeszközök). Közönséges élelmiszerbe is került már méreg (például a Magyarországot is érintő fűszerpaprika-botrányok során), ez azonban legális gyártással és forgalmazással e-liquid esetében sem nagyobb, mint bármely más terméknél; hiszen a felhasználható alapanyagok és adalékok az élelmiszeriparból származnak, vagy gyógyszertárból is beszerezhetők. A veszélyt főképp a nikotin betiltása jelenti, ez ugyanis kedvez a szakszerűtlenül házilag gyártott, szennyezett alapanyagok készítésének, valamint hanyag szállítás és tárolás (főleg csempészés) során való szennyezés-kitettségnek.
Nyomokban kimutattak néhány e-liquidben egészségre potenciálisan káros, akár a hagyományos cigarettákban is megtalálható anyagokat. A vizsgálatokból általában nem derül ki, milyen konkrét márkát vizsgáltak, a kimutatott anyagok mennyisége pedig rendszerint nagyon alacsony volt, valós egészségkárosításra valószínűleg nem alkalmas, mindazonáltal az eredmények felvetik a további vizsgálatok és standardizálás szükségességét.

## Élettani hatása
Az ecigi a hagyományos cigaretta füstjének hőmérsékletét (50-60 °C) is szimulálja, így érzete, hatása a hagyományos cigaretta használatához hasonló. Biztosítja a dohányosok lélektanilag megszokott függőségeit, így érve el az emberközeli, valószínűleg egészségesebb dohányzást. Az e-cigaretta működés közben úgy viselkedik, mint a hagyományos cigaretta, ugyanakkor nem tartalmazza annak káros anyagait, mint pl. a szén-monoxid, nitrogén-dioxid, hidrogén-cianid, sav, kátrány, arzén, ólom vagy higany.
Megtévesztő lenne azonban az „egészséges” jelzővel illetni az elektromos cigarettázást, hiszen a nikotin az emberi szervezetre káros, erős függőséget okozó méreg. Hatása és szerkezete a koffeinhez hasonlítható. Használnak azonban olyan folyadékot is az e-cigaretta feltöltésére, mely nikotinmentes, és természetesen sokkal egészségesebb megoldás.
Mivel a hagyományos dohánytermékekhez képest kevesebb ideje vannak piacon, így egészségkárosító hatásai kevésbé ismertek, mint a hagyományos dohánytermékeké. Az elektronikus dohánytermékekben található számos vegyület közül például a diacetil vet fel egészségügyi aggályokat. Hosszan tartó használatuk hegesen gyógyuló gyulladást okoznak a tüdőben (bronchiolitis obliterans), mely a tüdő tartós károsodását okozza.
Kiemelendő, hogy a propilén-glikol tartós élettani hatását tudományos kutatás még nem vizsgálta, így azzal kapcsolatban objektív vélemény nem formálható. (Megjegyzendő egyúttal azonban az is, hogy az anyag azonosítása a fagyállóval (etilénglikol) egyértelműen téves. Létezik propilén-glikol alapú fagyálló, azt azonban épp nem mérgező volta miatt gyártják.)
Egy 2 évig zajló, állatkísérlet alapján a nikotin normál bevitele esetén a szervezetet nem károsítja, rákot nem okoz.
2019-ben az Egyesült Államokban regisztrálták az első, nagy valószínűséggel elektromos cigaretta használatához köthető halálesetet. Vizsgálatok folynak arról, hogy a halált okozó légzőrendszeri elégtelenséget pontosan mi okozhatta.

## Az elektromos cigarettához kapcsolódó idegen nyelvű rövidítések, kifejezések
Rövidítések:
-VV: "Varible Voltage" azaz állítható feszültség.
-VW: "Variable Wattage" azaz állítható teljesítmény.
-TC: "Temperature Control" azaz állítható hőmérséklet.
-SC porlasztó: az egy fűtőszálas porlasztókra használják.
-DC porlasztó: a két fűtőszálas porlasztókra használják.
-TH: (Throat hit) Torok-hatás (Nikotin miatt).
-DL: Közvetlenül tüdőre szívás.
-MTL: Szájba majd tüdőre szívás.
-RBA, RTA, RDTA, RDA: Újraépíthető porlasztók
Kifejezések:
-Cloud chaser: Lefordítva "felhő-kergető", olyan elektromos cigarettát használó személy, aki minél több gőzt igyekszik kifújni.
-Flavor chaser: Lefordítva "íz-kergető", olyan elektromos cigarettát használó személy, aki minél finomabb ízt kíván elérni.
-Dry Hit: Amikor a kanóc nincs kellően átitatva e-liquiddel és így szív bele a felhasználó, akkor egy nagyon kellemetlen, fémes ízt érez.
-Dry Burn: Amikor egy újraépíthető porlasztóban az új fűtőszálat még a kanóc behelyezése előtt felhevítjük.